# 望江亭

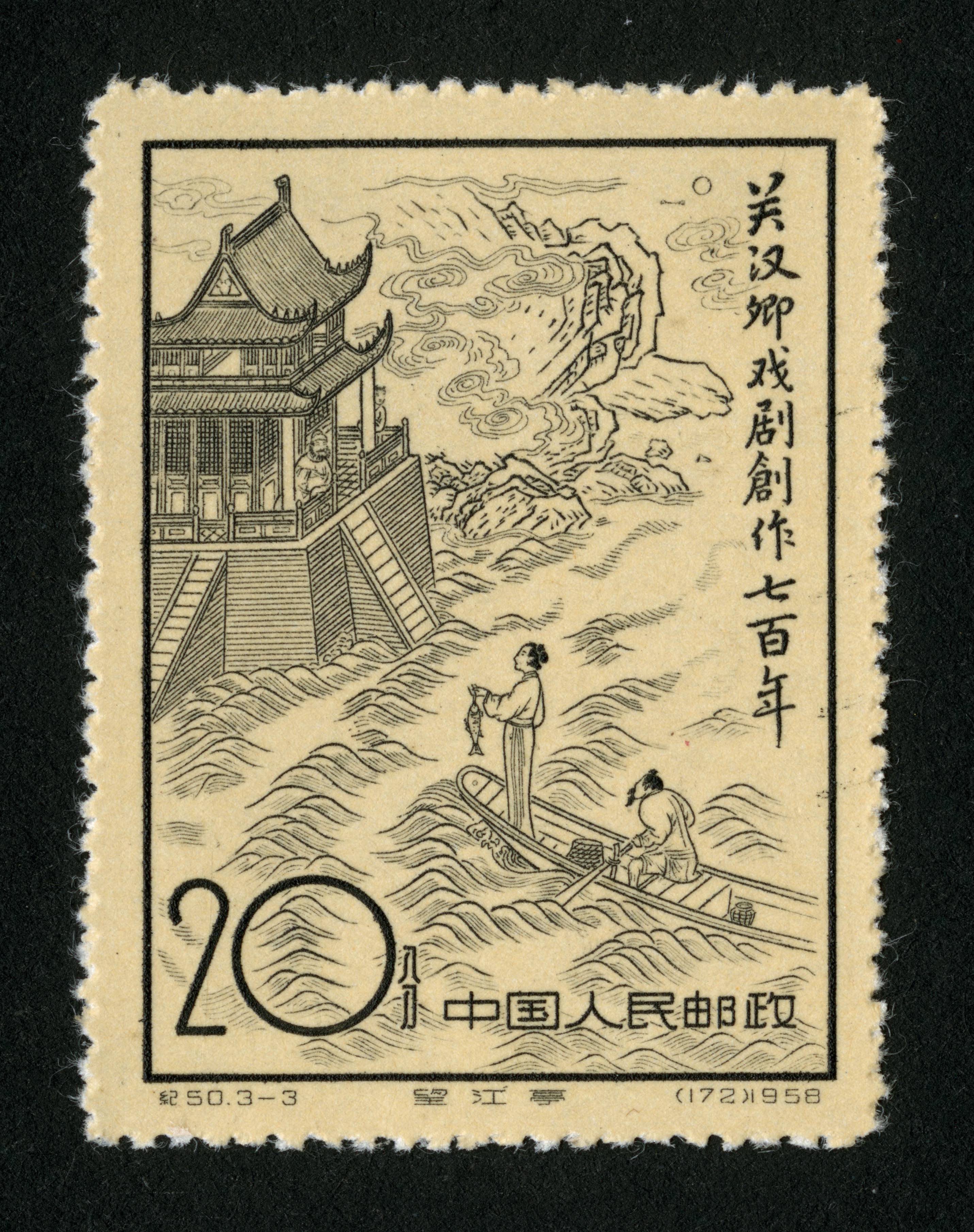
邮票中的《望江亭》插画

《望江亭》出自元关汉卿所撰杂剧《望江亭中秋切脍》。共四折，本事无考。
近人吴梅在《古今名剧选·望江亭跋》中评价该剧：“剧中谭记儿事，情理欠圆。岂有一夕江亭，并符牌盗去之理？在作者之意，盖欲深显衙内之恶，不复及夫人失尊矣。第四折篇幅既短，文亦平庸，遂成强弩之末。”
京剧《望江亭》改编自川剧。剧中删去杂剧中白士中母亲这一人物。剧情为：北宋徽宗年间，学士李希颜死后，其妻谭记儿为躲避太尉杨戬之子杨衙内的纠缠，到清安观为白道姑抄写经卷。白道姑之侄白士中中试后官授潭州太守，来观中辞行。白道姑闻白士中丧偶，有意为他与谭记儿撮合。谭、白二人相见后互相倾慕，遂成婚一同赴任。此事为杨衙内闻知，忌恨不已。在与其父诓得圣旨与尚方宝剑后，杨衙内赶去潭州，欲杀白士中并强占谭记儿。谭记儿得知此事后乔装渔妇，在中秋夜在望江亭内，与杨衙内周旋并将之灌醉。盗走圣旨、尚方宝剑。次日杨衙内到州衙大堂与宣读圣旨时，方发觉圣旨、尚方宝剑一并被盗。白士中终以假冒钦差之罪将杨衙内缉拿。
京剧《望江亭》首演于1956年。由张君秋饰演谭记儿，刘雪涛饰演白士中。

## 资料来源
1. ↑  张建民：《张派唱腔琴谱集》。北京：人民音乐出版社。2007年5月第一版。